# Добричанин, Драгутин
Драгутин Добричанин (серб. Драгутин Добричанин; 9 июля 1922, Прокупле — 28 ноября 1988, Белград) — сербский актёр и драматург.

## Биография
Дебютировал как актёр в студенческом театре Белградского университета, затем перешёл на профессиональную актёрскую работу, добившись наибольшей популярности в комедийных ролях. Играл в пьесах Мольера, Николая Гоголя, Бранислава Нушича и др. В 1950 г. дебютировал в кино в фильме Радивое Джукича «Озеро». Популярность Добричанину принесло участие в первом югославском комедийном телесериале «Станция техобслуживания» (серб. Сервисна станица; 1959—1960).
Наиболее известное сочинение Добричанина — трёхактная комедия «Коммунальная квартира» (серб. Заједнички стан; 1954), переведённая на многие языки социалистических стран, включая русский (Н. А. Цветинович и В. К. Зайцевым, под названием «Улица Три соловья, д. 17»). Первую постановку комедии в СССР осуществил И.П. Владимиров в Ленинградском театре имени Ленинского комсомола (1956). В Югославии пьеса была экранизирована в 1960 году режиссёром Марияном Вайдой, Добричанин написал сценарий и сыграл одну из главных ролей. Следующая совместная работа сценариста Добричанина и режиссёра Вайды, художественно-документальный музыкальный фильм «Шеки снимает, берегись!» (сербохорв. Šeki snima – pazi se!; 1962) с футболистом Драгославом Шекуларацом и певицей Лолой Новакович в главных ролях, закончилась скандалом: лента была объявлена критиками недопустимо низкокачественной, а режиссёр Вайда исключён из Союза кинематографистов.